# Chobham
Chobham è una località nel sudest dell'Inghilterra, nella contea di Surrey; dista 15 km da Londra.